# Quartet de Loewenguth
El Quartet de Loewenguth va ser un conjunt de música de quartet de cordes liderat pel violinista francès Alfred Loewenguth.
Va ser particularment famós per les representacions de repertori clàssic com Beethoven, Mozart i els quartets de Haydn, i va estar actiu des dels anys trenta fins als anys setanta.

## Personal
La formació fonamental del Quartet de Loewenguth va ser: 
- Primer violí: Alfred Loewenguth
- 2n violí: Maurice Fuéri
- Viola: J. George; més tard, Louis Martini.
- Violoncel: Pierre Basseux.

Des de principis dels anys 60, les taules eren ocupades així:
- 1er violí: Alfred Loewenguth (1929–1983)
- 2n violí: Jacques Gotkovsky (abans 1963-1967); Jean-Pierre Sabouret (1967-1975); Philippe Langlois (1976-1983).
- Viola: Roger Roche; Jean-Claude De Waele; Jacques Borsarello (1979–1983)
- Violoncel: Roger Loewenguth (fins a 1983). (germà d'Alfred)

El quartet va presentar els quartets complets de Beethoven en una sèrie de 6 concerts durant tres caps de setmana consecutius el novembre de 1948 a Nova York. El 12 de novembre de 1948 van presentar l'estrena del 6è quartet, op. 64 (1947) d'Egon Wellesz a la Biblioteca del Congrés. En el mateix any també van interpretar la sèrie completa de Beethoven per a la "Casavant Society a Montreal". El quartet va interpretar el quartet de cordes de Priaulx Rainier al Festival d'Edimburg el 1949. Les aparicions del quartet de Loewenguth a Sud-àfrica van tenir un gran èxit i van completar tres gires, el 1955, el 56 i el 64.
El quartet es va dissoldre el 1983 a la mort del fundador.

## Enregistraments
El quartet de Loewenguth va fer nombrosos enregistraments en discs de 78 rpm i 33 rpm, per a diverses etiquetes, com Deutsche Grammofon (i Archiv), Vox, Philips, Westminster, Les discòfils, Club Nacional du Disque i algunes petites etiquetes franceses i americanes.
- Beethoven: Op 18 no 4 (1947) i nº 16 (1946).
- Beethoven: Quartets complets (Vox Box SVBX 543/4/5). (publicat el 1962?)
- Mozart: Quartets K387 i K428 (1951), K458 (DGG 18315) (1950) també (Decca 10 ", DL 7517), K465 (c.1945) (una altra versió en viu 1972), Clarinet quintet K581 (en viu 1972 amb Georgina Dobrée). (DOREMI reedició vol 1)
- Haydn: Quartets op 64 no 5 (DGG 18315), op 76 no 2 i 74 no 3 (Oriole Eurodisc SMG 20066). (Reedició de DOREMI vol 1)
- Hugo Wolf: Italienische Serenade. (Etiqueta d'Opera)
- Jean Françaix: Quatuor à cordes; Juvénalia. (Etiqueta d'Opera)
- Roussel: Quartet de corda en re major op. 45 (1953). [21] (Decca DL 4026)
- Claude Debussy: Quartet de cordes op 10 (DGG 18312) (Club Nacional del Disc CND 75)
- Maurice Ravel: Quartet de cordes a F (DGG 18312) (Club Nacional del Disc CND 75)
- Gabriel Fauré: Quartet (i quartet Roussel), (Vox TV34014S). Completa la música de cambra (VOX QSVBX 5152).
- César Franck: Quartet en re major.
- Émile Goué: tercer quartet, sonata per a piano i violí (amb Doreau). (Azur CD de música AZC 081)
- J.S. Bach: L'art de la fuga - Contrapunctus 9. (1945)
- Jacques Ibert: Quartet de cordes. (1945)
- Franz Schubert: Quartet de corda núm. 14 "Der Tod und Das Mädchen". (Les Discophiles Francais DF 203) (1956)
- Schubert: No.12 "Quartettsatz". (Discophiles Francais DF 203). (1956)
- Franz Schubert: Quintet de corda D. 956 * amb Roger Loewenguth, violoncel. (Les Discophiles Francais DF 214). (1958)
- Jean Roger-Ducasse: Quartet sense cordes 2.
- Sergei Prokofiev: 2n quartet (i Roussel Quartet) (DGG). (1955)
- Pierre Vachon: Quartets Op 11 no 1, 5. (DGG Archiv SAPM 198033)
- Nicolas Dalayrac: Quartets Op 7 no 3, op. 1 no 3 (5). (Archiv SAPM 198033)